# Andrzej Wolski

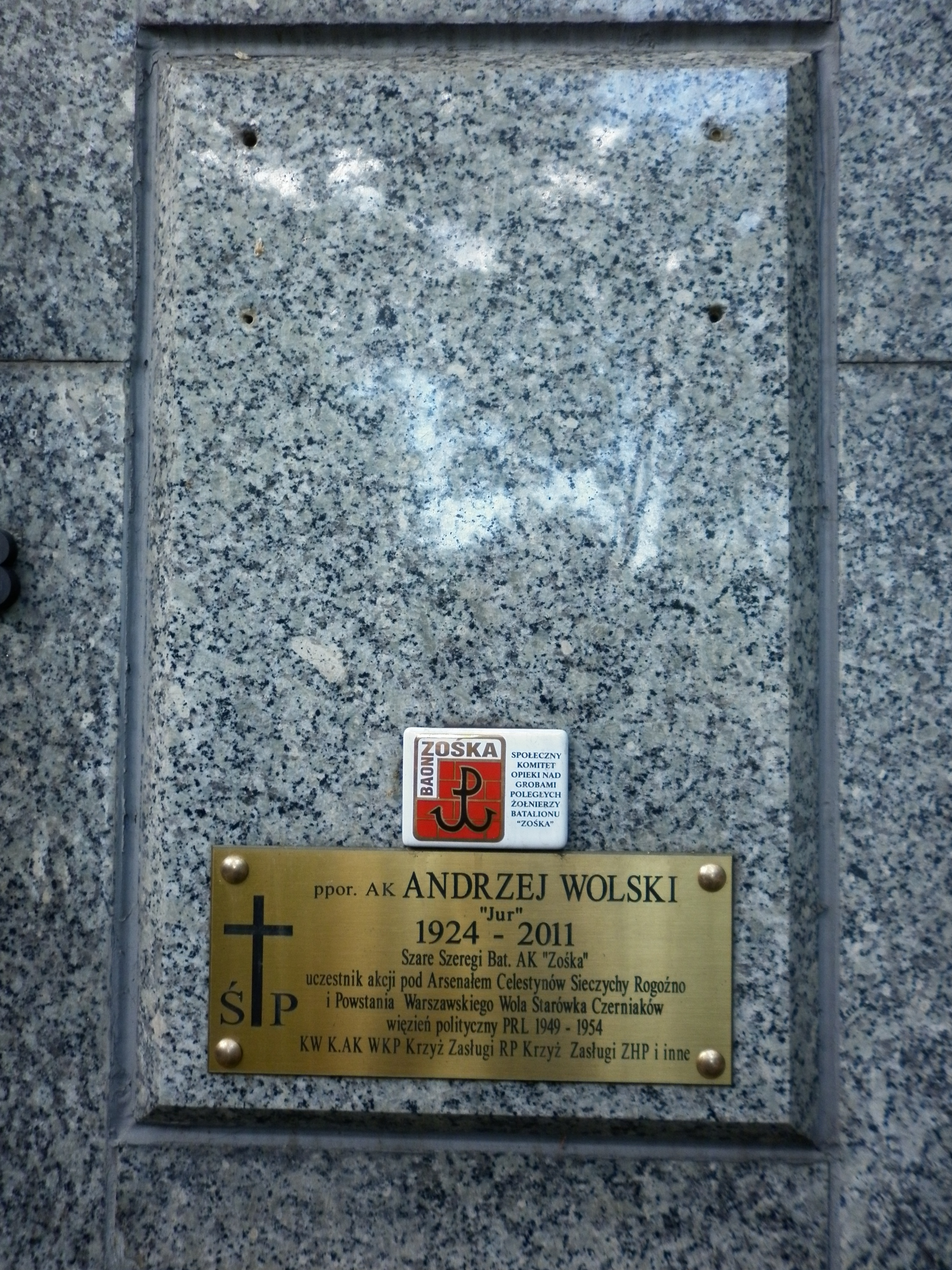
Grób Andrzeja Wolskiego na Cmentarzu Wojskowym na Powązkach, 23 czerwca 2012

Andrzej Wolski pseudonim Jur (ur. 5 października 1924 w Warszawie, zm. 28 kwietnia 2011 w Montrealu w Kanadzie) – polski harcerz, żołnierz Szarych Szeregów i AK, więzień polityczny w okresie stalinizmu, działacz polonijny w Kanadzie, prezes Oddziału Kongresu Polonii Kanadyjskiej w Quebecku w latach 1990–1996, autor książek wspomnieniowych.

## II wojna światowa
W momencie wybuchu wojny miał za sobą ukończoną trzecią klasę III Gimnazjum Miejskiego. Naukę kontynuował w ramach tak zwanych tajnych kompletów. W 1943 r., uzyskał świadectwo dojrzałości i podjął dalszą naukę w tajnej Państwowej Szkole Technicznej w Warszawie (naukę przerwał wybuch powstania warszawskiego).
W konspiracji działał od 1939 r., początkowo w niezorganizowanych strukturach harcerskich, a po sformowaniu Szarych Szeregów wstąpił w ich skład. Czynny uczestnik akcji małego sabotażu w ramach drużyny CR 200. Następnie po sformowaniu Grup Szturmowych w ramach Wielkiej Dywersji uczestniczył między innymi w akcji pod Arsenałem w ramach grupy „Ubezpieczenie”, akcji w Celestynowie, Sieczychy, Rogoźno (akcja „Jula”), Pol 47 (jako dowódca akcji), Pogorzel, akcji pod Szymanowem.
W 1944 r., ukończył konspiracyjną szkołę podchorążych „Agrikola” uzyskując stopień kaprala podchorążego.
Uczestnik powstania warszawskiego, gdzie walczył w składzie batalionu „Zośka” w Zgrupowaniu „Radosław”. Początkowo dowodził drużyną, a potem był kolejnym dowódcą plutonu „Felek”. Walczył najpierw na Woli, a potem na Starówce. 31 sierpnia z grupą żołnierzy dokonał przebicia się ze Starówki przez Ogród Saski do Śródmieścia. Dwukrotnie ranny. Brał udział w obronie przyczółka czerniakowskiego w oczekiwaniu na desant żołnierzy sowieckich. 24 września 1944 r., dostał się do niewoli niemieckiej na Czerniakowie i został wywieziony do obozu dla jeńców wojennych. Wyzwolony 25 kwietnia przez armię brytyjską, wyjechał do Francji, gdzie został oddelegowany na studia w Université de Grenoble.

## Okres powojenny
Do Warszawy powrócił w lipcu 1946 r., i podjął studia na Politechnice Warszawskiej. Aresztowany 3 stycznia 1949 r., przez UB, jednocześnie z Henrykiem Kozłowskim ps. „Kmita” i Andrzejem Sowińskim ps. „Zagłoba”. Była to kontynuacja akcji UB skierowanej w byłych żołnierzy batalionu „Zośka” i Zgrupowania „Radosław” po aresztowaniu Jana Rodowicza ps. „Anoda”. Andrzeja Wolskiego skazano na 10 lat więzienia za próbę obalenia systemu. Z więzienia został zwolniony w 1954 r.
Po wyjściu z więzienia powrócił na studia na Wydziale Elektroniki PW, gdzie najpierw uzyskał tytuł magistra, a następnie w 1966 r., tytuł doktora nauk technicznych. Od 1967 r., przebywał na kontrakcie w Afryce, gdzie pracował jako profesor elektroniki na Uniwersytecie w Zairze.
Od 1970 r., mieszkał w Kanadzie, gdzie był profesorem na Université de Moncton, po czym, jako dziekan, stworzył Wydział Elektryczny w École de Technologie Supérieure na Université du Québec à Montréal.
Zmarł 28 kwietnia 2011 r. w Kanadzie. Jego prochy zostały sprowadzone do Polski i 5 września zostały złożone na warszawskich Powązkach (kwatera D 18 KOL LEWE B - 5 - 3).